# Cârlibaba
Cârlibaba là một xã thuộc hạt Suceava, România. Dân số thời điểm năm 2002 là 1977 người.